# Max Euwe
Max Euwe (20. května 1901, Watergraafsmeer poblíž Amsterdamu – 26. listopadu 1981, Amsterdam) byl nizozemský šachista a matematik, mistr světa v šachu v letech 1935–1937.
Vystudoval matematiku na Amsterdamské univerzitě, později ji také vyučoval. Nejdříve v Rotterdamu, poté na dívčím lyceu v Amsterodamu. Vyhrál všechna domácí mistrovství šachu, kterých se zúčastnil, v letech 1921–1952 a poté ještě v roce 1955. V roce 1957 sehrál krátkou partii s teprve čtrnáctiletým chlapcem Robertem Fischerem, budoucím mistrem světa.

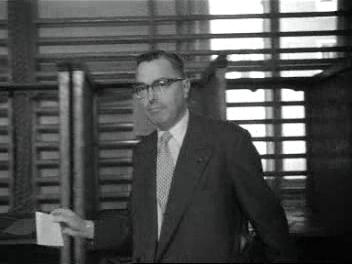
Max Euwe (1956)

Titul pátého mistra světa v šachu získal roku 1935, když překvapivě porazil Alexandra Alexandroviče Aljechina 9:8 (=13) (Aljechin zřejmě Euweho podcenil), ale roku 1937 v odvetě Aljechin jasně zvítězil 10:4 (=11).
V šachové hře vynikal nejen ve strategii, ale také byl znamenitý taktik. Publikoval mnoho statí, článků a knih o šachové teorii. V letech 1970–1978 byl prezidentem Mezinárodní šachové federace (FIDE).